# Zákány
Zákány est un village et une commune du comitat de Somogy en Hongrie.